# Трендельбург
Трендельбург (нем. Trendelburg) — город в Германии, в земле Гессен. Подчинён административному округу Кассель. Входит в состав района Кассель.  Население составляет 5176 человек (на 31 декабря 2010 года). Занимает площадь 69,35 км². Официальный код — 06 6 33 025.